# Ždánice
Ždánice (deutsch Steinitz, älter auch Stanitz) ist eine Stadt in Tschechien. Sie liegt zehn Kilometer nordwestlich von Kyjov an der Trkmanka und gehört zum Okres Hodonín.

## Geographie

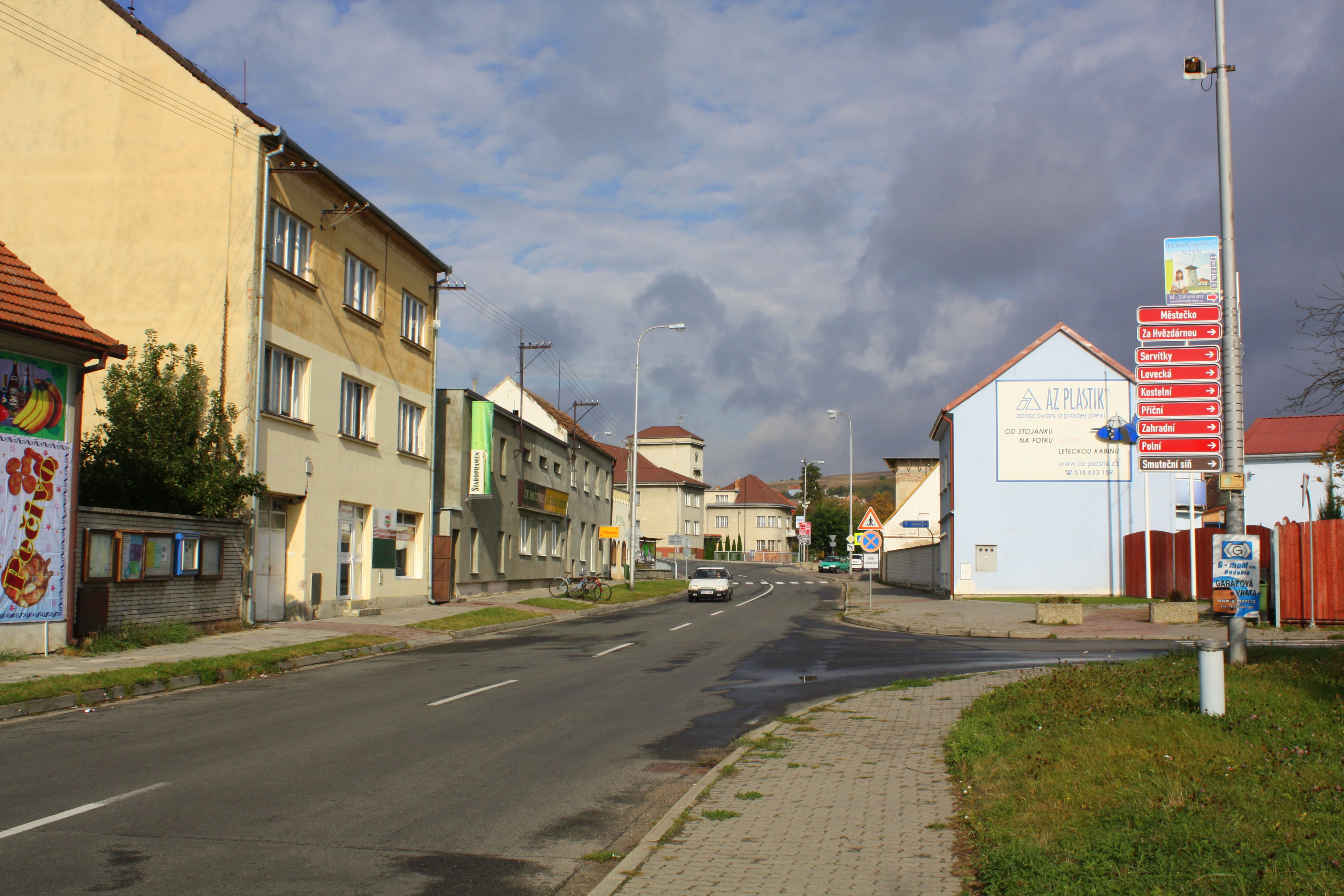
Ždánice – Hauptstraße

Die Stadt befindet sich am südlichen Fuße des Steinitzer Waldes am Oberlauf der Trkmanka. Im Norden erheben sich der Radlovec (425 m), Prostřední vrch (416 m) und U Slepice (437 m). Östlich liegen die Reste der Burg Palánek und der 363 m hohe Stará hora, westlich der Dubový vrch (357 m). Durch Ždánice führt die Staatsstraße 431 von Vyškov nach Kyjov.
Nachbarorte sind Lovčice im Osten, Věteřov und Dražůvky im Süden sowie Archlebov im Südwesten.

## Geschichte
Die Ansiedlung entstand unterhalb der Burg Palánek und besaß seit 1286 eine Pfarrkirche. 1322 erwarben die Edelleute Albert und Bohuš die Burg von Johann von Luxemburg und legten sich den Namen „von Zdanycz“ zu. Im Jahre 1349 wurde „Zdanycz cum castro“ als Markt bezeichnet. Zur Burg gehörten zu dieser Zeit neben dem Gut und dem Markt auch Weinberge. Nachdem die Burg seit dem Ende des 15. Jahrhunderts verlassen worden war, ließ sich Ulrich von Kaunitz, der die Herrschaft drei Jahre zuvor erworben hatte, im Jahre 1569 ein Renaissanceschloss errichten.
Die Herren von Kaunitz hielten Steinitz bis zum Dreißigjährigen Krieg und wurden dann wegen Beteiligung am Ständeaufstand enteignet. Neue Besitzer wurden die Liechtensteiner, denen das Schloss bis 1945 gehörte. Im Jahre 1739 erhielt das Schloss bei einem Umbau ein barockes Portal. Im 18. Jahrhundert erlangte Steinitz wegen seiner Keramikwaren Bekanntheit. Ansonsten war für den Ort der Wein- und Ackerbau wesentliche Erwerbsquellen.
Nach der Ablösung der Patrimonialherrschaften wurde Steinitz zu einer selbstständigen Marktgemeinde in der Bezirkshauptmannschaft Gaya und zum Sitz eines Bezirksgerichtes, das ab 1850 im Schloss untergebracht war. Der Markt Steinitz besaß 1850 1952 Einwohner.
1906 begann der Bau der 26 km langen Bahnstrecke Čejč–Ždánice, die 1908 eröffnet wurde.
Nach der Enteignung der Liechtensteiner diente das Schloss nach dem Zweiten Weltkrieg als Berufsschule der Schraubenfabrik Ždánice. 1950 hatte der Ort 2248 Bewohner. Am 24. November 1990 wurde Ždánice zur Stadt erhoben und führt seit 1996 ein Wappen.

## Sehenswürdigkeiten

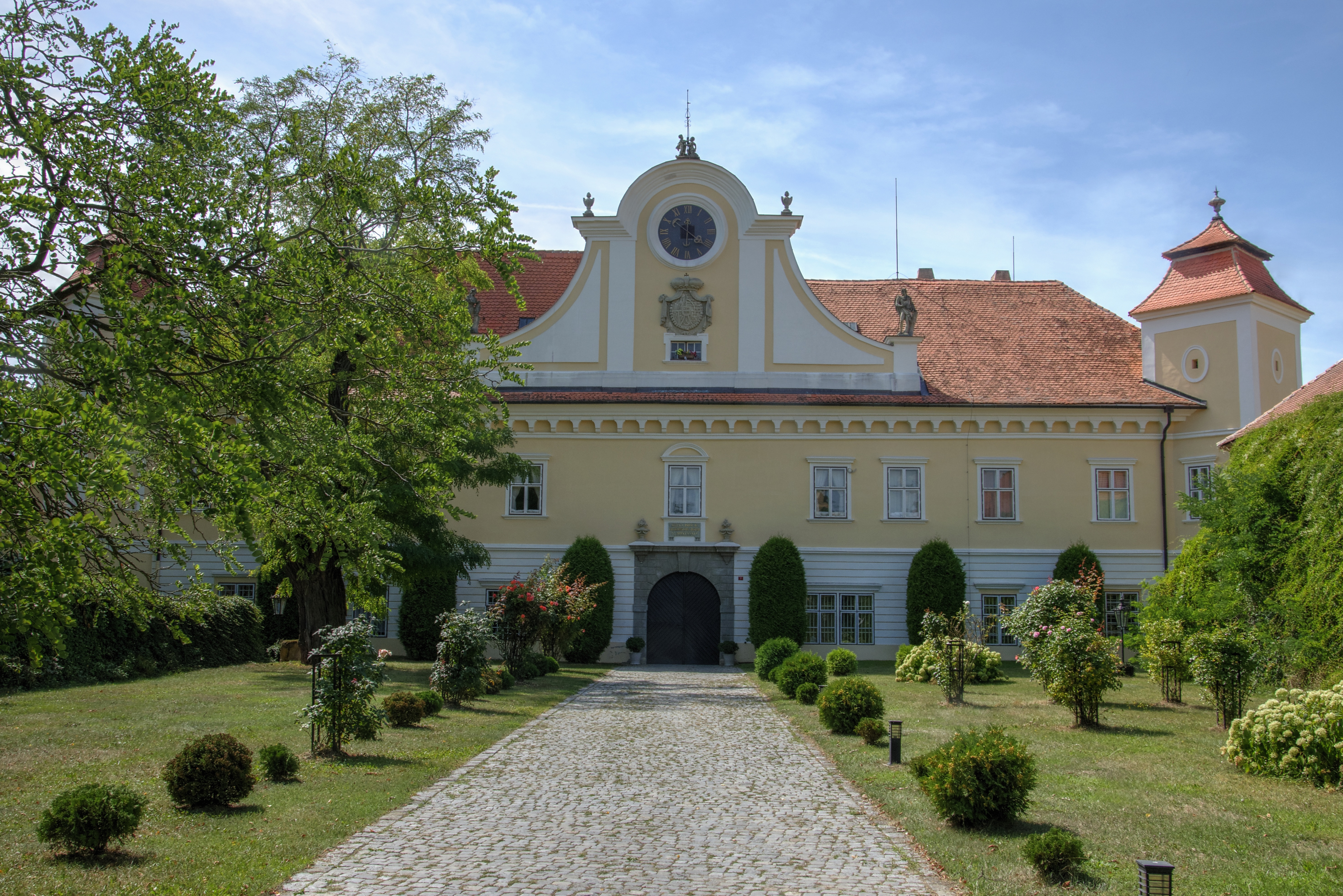
Schloss in Ždánice

- Renaissanceschloss Ždánice, mit englischem Park, erbaut 1569, heute u. a. als Stadtmuseum genutzt
- barocke Pfarrkirche Mariä Himmelfahrt aus dem Jahre 1701
- Altes Rathaus, von 1565
- Glockenturm, erbaut 1540
- Laudon-Villa
- Pfarrhaus

## Persönlichkeiten
- Karel Jaromír Bukovanský (1844–1932), Heimatschriftsteller, geboren in Ždánice
- Antonín Mendl (1890–1944), Architekt, geboren in Ždánice

- Iva Stafová  (* 1948), ehemalige Weltklasse-Bahnsportlerin, seit 2010 Bürgermeisterin von Ždánice